# Formiate de potassium
Le formiate de potassium est le sel de potassium de l'acide formique. Il s'agit d'un intermédiaire dans le processus de fabrication de potassium. Il est utilisé comme moyen de dégivrage écologique notamment au niveau des aéroports. Il a pour formule chimique KHCO2.

## Sources
- (en) Cet article est partiellement ou en totalité issu de l’article de Wikipédia en anglais intitulé « Potassium formate » (voir la liste des auteurs).